# Maillé-Brézé (D627)
O Maillé-Brézé é um contratorpedeiro que foi operado pela Marinha Nacional Francesa e a sétima embarcação da Classe T 47. Foi construído no Arsenal de Lorient e comissionado em 4 de maio de 1957. Recebeu em homenagem o nome do almirante Jean Armand de Maillé-Brézé.

## História
Em 2 de março de 1962 o Maillé-Brézé, junto com outros quatro contratorpedeiros da classe desembarcaram tropas em Argel, Argélia para lutarem contra insurgentes da Organisation Armée Secrète (OAS).
Assistido pelo seu navio irmão Surcouf (D621), ele estava prestes a bombardear o bairro de Bab-el-Oued sede da OAS quando recebeu uma contra-ordem para cancelar as operações. Após esta contra-ordem os contratorpedeiros permaneceram na costa em estado de batalha como um impedimento para prevenção de ataques.
Em 1988 o Maillé-Brézé foi descomissionado e foi transformado em navio-museu da cidade de Nantes. Ele foi nomeado como Monumento histórico da França pelo Ministério da Cultura francês desde Outubro de 1991.
Em 21 de fevereiro de 2016 o diretor Christopher Nolan anuncio planos de estrelar o navio em seu próximo filme sobre a Segunda Guerra Mundial o filme Dunkirk. Neste filme o Maillé-Brézé representaria o navio HMS Vivacious e o HMS Vanquisher simultaneamente, com o número de amura D36 do Vivacious à bombordo e o D54 do Vanquisher a estibordo.